# كرفيني

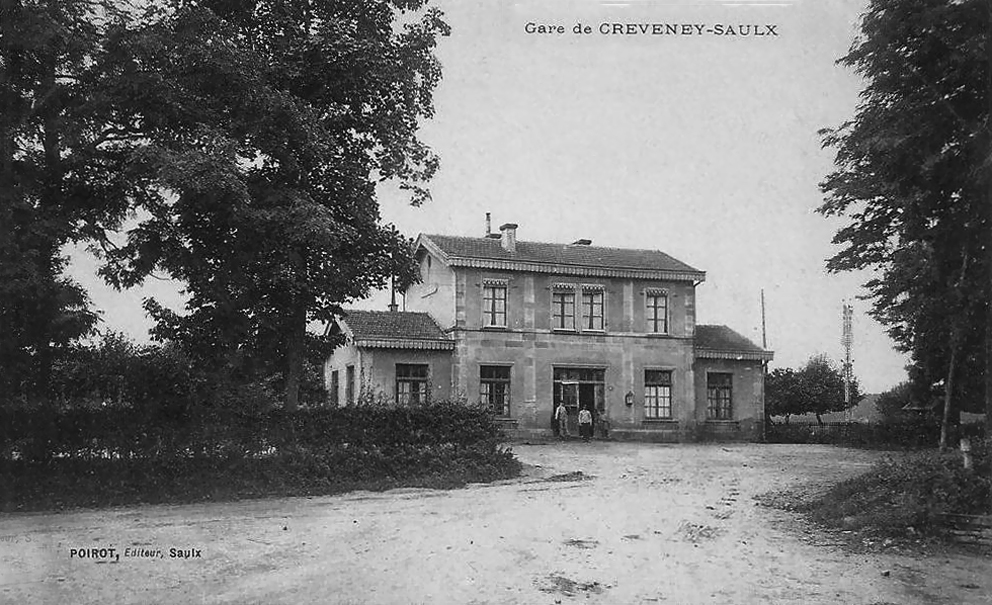
محطة كرفيني في بداية 1900.

كرفيني (بالفرنسية: Creveney)‏ هي هي بلدية فرنسية تقع في إقليم سون العليا التابع لمنطقة بورغوني-فرانش كومته. ويستند المنطقة البلدية على حقول الصخر الزيتي في سون العليا و التي يعود تاريخها إلى فترة التورسي.